# 緑豆の花
『緑豆の花』（みどりまめのはな、朝鮮語: 녹두꽃 英: Nokdu Flower）は、2019年4月26日から7月13日まで放送されていた 韓国・SBSのテレビドラマ。全24話。日本ではKNTVで、2019年4月27日から放送されている。甲午農民戦争をベースに兄弟の絆を描く。最高視聴率は、11.5%。

## あらすじ
1894年、朝鮮は、西欧や日本などの列強から開国を迫られていた。そんな中、金を没収して悠々と暮らす悪徳役人ペク・カの庶子ペク・イガン（チョ・ジョンソク）は、父から日々認められるために、借金取りとして生きていた。一方、日本から留学帰りしたイガンの異母弟ペク・イヒョンだけは、唯一イガンを家族として慕っていると共にやがて朝鮮を日本のような文化国家にしたいと心に誓っている。しかし運命は、彼らの仲を引き裂いていくのであった。

## キャスト
- ペク・イガン：チョ・ジョンソク

借金取り。後に東学教徒。イヒョンの異母兄。父が使用人に産ませた子なので長兄だが嫡子ではない。
- ペク・イヒョン：ユン・シユン

日本から留学（慶應義塾に学んだという設定）帰りした中人ペク・カの嫡子。ミョンシムとの婚約直後、第一次東学蜂起への鎮圧に動員され、兄のイガンと知らぬうちに敵同士になる。ミョンシムの兄から成り上がりと侮蔑されているのを知っており、ミョンシムにふさわしい男になれるように上昇志向が強い。一方で朝鮮が近代改革をして身分制のない社会になれるようにという思いもある。
- ソン・ジャイン：ハン・イェリ

商団・全州旅閣の主人。イガンと惹かれ合う。
- 全琫準（チョン・ボンジュン）：チェ・ムソン

甲午農民戦争指導者。実在したボンジュンは「緑豆将軍」と渾名され緑豆のように小柄だったが、本ドラマでは大柄な人物として表象されている。
- ペク・カ：パク・ヒョックォン

中人役人。イガンとイヒョンの父。徴税業務を行ない私腹を肥やす。儒教社会では表向きは忌避される金銭を扱っているのと、新興両班で学がないため、伝統的両班層から成り上がり者と侮蔑されてコンプレックスがあり、イヒョンが科挙に合格し、出世してくれることを願っている。
- ファン・ミョンシム：パク・ギュヨン

イヒョンの許嫁。伝統的両班層の娘。イヒョンと相思相愛だったらしく婚約もするが、家長の兄は本心では快く思っていない。
- ボドゥリ：ノ・ヘンハ

東学教徒。イガンの仲間。

## スタッフ
- 脚本: チョン・ヒョンミン
- 演出: シン・ギョンス
- 制作: SBS, C-JES